# Lymantria maura
Lymantria maura är en fjärilsart som beskrevs av Charles Oberthür 1916. Lymantria maura ingår i släktet Lymantria och familjen tofsspinnare. Inga underarter finns listade i Catalogue of Life.